# Callistochiton broomensis
Callistochiton broomensis är en blötdjursart som beskrevs av Edwin Ashby och Cotton 1934. Callistochiton broomensis ingår i släktet Callistochiton och familjen Ischnochitonidae.
Artens utbredningsområde är Western Australia. Inga underarter finns listade i Catalogue of Life.